# La Tarumba
La Tarumba es una compañía circense, teatral y musical del Perú. Se fundó el 12 de febrero de 1984 dentro de la corriente de Teatro de grupo que se desarrollaba en los años 80 en Latinoamérica.

## Historia
Fue fundada por jóvenes actores de teatro que querían proponer una nueva expresión a la escena nacional, que incluye diversas artes, como la danza y la música, con el fin de recrear la realidad cotidiana. La Tarumba está dirigida por Fernando Zevallos Villalobos y Estela Paredes Medina.
Inspirado en el teatro callejero de Jorge Acuña, su temática es familiar, con contenido reflexivo en sus obras. Sus espectáculos recurren a la emoción y a la memoria, apuestan por la fusión de diversas artes, la belleza plástica, el humor, el optimismo y la reflexión. Destaca la variedad en la indumentaria y banda sonora.
La compañía teatral es considerada como más importante del aporte circense en el país y una de las organizaciones culturales independientes más exitosas del Perú. En sus primeros 25 años de trabajo han realizado más de 20 espectáculos y además de un local institucional cuentan con 2 carpas itinerantes en donde presentan sus espectáculos. Durante los 30 años, pasaron más de 5000 artistas y otros integrantes.
Han participado en múltiples festivales y giras, nacionales e internacionales.
Mantienen una escuela permanente de teatro, circo y música que atiende a más de 700 niños y jóvenes al año, además de una escuela profesional de circo. Desde el año 2006 promueven y producen un Festival Internacional de Artes escénicas llamado el Festival del Círculo, Arte del Mundo, que busca desarrollar la cultura y difundir el poder del arte para la transformación social.
En 2020 TV Perú transmitió dos de sus eventos circenses, Tempo (2016) y Bandurria (2017), en su programa especial.

## Desarrollo social
En 2004 se creó el Programa de Formación Profesional de Circo Social, una serie de talleres dirigida a jóvenes con el objetivo de formar artistas integrales con capacidades y habilidades que le permitan ejercer la profesión desde un rol social, integrados a una cultura de cambio permanente y con una conciencia de la realidad del país. Este se desarrolla para apoyar en la promoción del arte escénico. Está asociada con: 
- Federación Iberoamericana de Circo (FIC)
- Federación de Escuelas Europeas de Circo (FEDEC)
- Movimiento de Teatro Peruano
- Red Latinoamericana de Arte para la Transformación Social
- Coalición por el Derecho a Jugar

Desde 1997, desarrolla un programa de intercambios internacionales que alimentan su propuesta artística y educativa. Es así que en el 2006, emprende un Festival Internacional, llamado Festival del Círculo, Arte del Mundo que busca promover una mayor capacidad de incidencia del arte en los procesos de desarrollo, impulsando relaciones, confrontaciones e intercambios entre culturas; para ampliar la visión de todo aquel que participa: asociados, artistas, espectadores, público en general.

## Espectáculos
- La Piedra de la Felicidad - 1984 - 198 presentaciones[13]
- Amor en Bancarrota - 1985 - 76 presentaciones[13]
- La Carcocha - 1986 - 81 presentaciones
- ¡Cállate Domitila! - 1986 - 1,047 presentaciones
- Upa la Esperanza !! - 1990 - 960 presentaciones
- Caricato Mundo – 1994 – 95 presentaciones
- Kalimando – 1996 - 160 presentaciones
- Circo-Rock – 1997 - 16 presentaciones
- Maroma – 1998 – 214 presentaciones
- Maroma, Comedia del Arte - 1999 - 107 presentaciones
- Nuevo circo – 2000[14]
- Sueños de Vuelo – 2000 – 22 presentaciones
- Confusión en la Prefectura – 2001 – 31 presentaciones
- Escuela de Payasos – 2002 - 76 presentaciones
- Itó – 2003 - 66 presentaciones
- Infausto – 2004 - 68 presentaciones
- Blas!! - 2005 - 69 presentaciones
- Zip, Zap, Boing – 2005 - 25 presentaciones
- ¡Zuácate! – 2006 – 70 presentaciones[15]
- Artefajtuz – 2007 – 66 presentaciones[16]
- Iluminare – 2008 – 68 presentaciones
- Hechicero – 2009 – 70 presentaciones
- Landó – 2010 – 70 presentaciones
- Quijote – 2011
- Clásico – 2012
- Caricato – 2013[17]
- Gala - 2014
- Zanni - 2015
- Tempo - 2016
- Bandurria - 2017
- Ilusión - 2018
- Volver - 2019
- Eterno - 2022[18][19]
- Camborio - 2023[20]
- Quereres - 2024
- Festejo - 2025

## Principales Reconocimientos
- 2009: El Instituto Nacional de Cultura del Perú los declara "de Interés Cultural" por sus 25 años de trayectoria.
- 2007: El Centro Nacional de Artes Circenses de Francia (CNAC) firma un convenio con la Escuela Profesional de Circo de La Tarumba para una cooperación mutua entre ambas instituciones y para que La Tarumba sea el centro de contacto entre América Latina y el CNAC.
- 2006: Indecopi otorga el Premio PYME 2006 a la gestión eficiente en el manejo de la propiedad intelectual.[21]
- 2004: Dos premios Creatividad Empresarial en la categoría de Cultura y el Premio especial a “La Creatividad de la Pequeña y Micro Empresa”
- 2003: El Ministerio de Educación y la Asociación Peruana de Teatro para Niños y Jóvenes reconoce a La Tarumba por su aporte al desarrollo cultural del Perú.
- 2001: Primer lugar con su Proyecto “El Circo Invisible”, en el Concurso Nacional de Proyectos Innovadores en el Empoderamiento de los Pobres, convocado por el Banco Mundial.
- 1998: El Instituto Peruano de Marketing considera a La Tarumba entre las 50 experiencias más exitosas del país.
- 1994: Es condecorada por la Municipalidad de Miraflores por su labor teatral